# 天主教随县宗座监牧区
天主教隨縣宗座監牧區（拉丁語：Apostolica Praefectura Suihsienensis，中國官方稱為：隨州教區）是羅馬天主教在中國湖北省北部設立的一個宗座監牧區。

## 現狀
1937年6月17日從漢口宗座代牧區分出隨縣宗座監牧區。教座位於湖北省隨州市耶穌聖心堂。教區自宗座署理陳光祖神父去世後一直處於教座出缺狀態。

## 歷史
1937年6月17日，聖座從漢口宗座代牧區劃出隨縣、安陸和應山三縣設立隨縣宗座監牧區。由愛爾蘭籍方濟會會士管理，龔成德神父出任首任宗座監牧。
1949年10月1日，中國共產黨在中國大陸地區建立中華人民共和國，並開始針對天主教進行宗教迫害及打壓，教會已經無法正常功能。1951年3月，龔成德神父去世，由陳光祖神父出任宗座署理。
1966年至1979年文化大革命期間，所有宗教活動停止。
2000年，中國天主教愛國會未經聖座准許，擅自將漢口教省的老河口教區、襄陽教區及被擅自升格的隨州教區合併，重組成立襄樊教區。

## 歷任主教

### 隨縣宗座監牧
- 龔成德神父, O.F.M.（1937年6月17日-1951年3月）：愛爾蘭籍[3]
- 教座出缺（1974年-現在）
- ̈*̈宗座署理陳光祖神父, O.F.M.（1951年4月5日 - 1981年）